# منتخب جزر كوك لكرة اليد
منتخب جزر كوك لكرة اليد (بالإنجليزية: Cook Islands national handball team)‏ هو ممثل جزر كوك الرسمي في المنافسات الدولية في كرة اليد
.